# Telmatoscopus manilensis
Telmatoscopus manilensis är en tvåvingeart som först beskrevs av Rosario 1936.  Telmatoscopus manilensis ingår i släktet Telmatoscopus och familjen fjärilsmyggor.
Artens utbredningsområde är Filippinerna. Inga underarter finns listade i Catalogue of Life.